# Росина (язовир)
Вижте пояснителната страница за други значения на Росина.
Росина е язовир, разположен на територията на област Търговище, между градовете Попово и Търговище. Намира се между селата Росина и Кошничари. В язовира могат да се ловят шаран, сом, бял амур и бяла риба.